# Roseline Vachetta
Roseline Vachetta este un om politic francez, membru al Parlamentului European în perioada 1999-2004 din partea Franței.
1. ↑  Deputații în Parlamentul European